# تورنت فيندر

شعار تورنت فيندر

تورنت فيندر هو محرك بحث في مواقع بت تورنت حيث يجمع الموقع أكثر من 100 باحث وتركر يمكنه البحث فيهم من خلال صفحة واحدة، وذلك عن طريق ملئ فورم بسيط للبحث ثم يتم عرض المواقع على هيئة السنة أشبه بموزيلا فيرفكس أو عرضها في فرامات صغيرة.
مع تورنت فيندر يمكنك اختيار موقعك المفضل للبحث فيه أو حتى إضافته للموقع إن لم يكن موجود. تورنت فيندر يعتبر وسيلة سريعة وجيدة للبحث عن أفضل التورنتات وأكثرها شعبية، وكذلك المقارنة بينها وأختيار أفضلها.

## مواضيع ذات صلة
- بت تورنت

## وصلات خارجية
- موقع تورنت فبندر
- Torrent-Finder.info